# Zell am See
Zell am See (bav. Zöi am See), grad u austrijskoj saveznog državi Salzburg od 9.949 stanovnika.
Grad je i administrativni centar istoimenog kotara, i izuzetno popularno turističko 
mjesto.

## Zemljopis
Zell am See leži u Salzburgu u istoimenoj kotlini Kitzbühelskih Alpi 
koja povezuje Saalfelden na sjeveru s rijekom Salzach na jugu.
Zell am See je udaljen 100 km istočno od Innsbrucka i oko 30 km sjeveroistočno od planine Grossglockner.

### Susjedne općine
| Viehhofen  | Saalfelden i Maishofen | Maria Alm                       |
|            | Susjedne općine        |                                 |
| Piesendorf | Kaprun                 | Bruck an der Großglocknerstraße |

## Povijest

### 8. stoljeće
Još u 8. stoljeću se taj kraj zvao - Bisontio, po keltskom plemenu Ambisont, koje je živjelo na obalama Zellerskog jezera, iz njihovih vremena pronađeni su brojni ulomci keramički ulomci iz 
brončanom doba i mjesta gdje su talili bakar.
Negdje oko 740. po nalogu salzburgškog biskupa Johannesa I. u taj kraj su se doselili redovnici i osnovali naselje, koje je nominalno pripadalo Bavarskom Vojvodstvu.
To naselje je prvi put dokumentirano 743. pod imenom Cella in Bisonzio. Cella na latinskom znači ćelija (misli se samostansku), iz nje je kasnije preko czel - cell došlo do njemačkog imena zell.

### Srednji vijek
Tokom srednjeg vijeka stanovnici su se bavili trgovinom kao posrednici mjenjajući sol za robu iz Mediterana koju su donosili trgovci iz Venecije. Zell se tako razvio u tom poslu da je 1357. dobio status trgovišta.
Kasnije je obnovljeno rudarstvo pa je tako 1611. iskopano 400 tona bakra iako je to već bilo bitno manje, jer su se nalazišta iscrpila.

### 16. stoljeće
U vrijeme velike seljačke bune po njemačkim krajevima 1526., taj kraj je bio poprište velikih bitaka 
protiv jedinica Švapske lige. Pa iako sami stanovnici Zella nisu sudjelovali u buni, nakon dobrih 200 godina, brojni protestanti su protjerani iz Pinzgaua po nalogu princa-nadbiskupa grofa Leopolda Antona von Firmiana.

### 19. stoljeće
Za vrijeme napoleonskih ratova - 1800. Zell am See su okupirale jedinice francuske vojske.
Nakon provedene sekularizacije salzburgške nadbiskupije, odlukom Bečkog kongresa 1816. grad je pripao Austrijskom Carstvu. Od 1850. Zell am See je zajedno sa susjednim Saalfeldenom postao administrativni centar tadašnjeg Okruga (njem. Bezirk) Pinzgau, zalaganjem njegovog agilnog gradonačelnika Josef Salzmann na kraju je cijela administracija preseljena u Zell am See.
Na razvoj mjesta jako je utjecalo otvaranje željezničke pruge Salzburg - Tirol (Giselabahn) 30. srpnja .1875., jer je otad Zell am See postao poznato ljetovalište. Agilni gradonačelnik je puno doprinio popularizaciji mjesta, ali je istovremeno gradio i planinarske staze, i pomogao je da se otvaraju hoteli i pansioni za goste.

### Status grada
Zell am See je dobio status grada 24. siječnja 1928.

## Stanovništvo
Statistika promjena broja stanovništva grada Zell am See. (1869. – 2017.)

## Znamenitosti
Najveća znamenitosti grada je crkva svetog Hipolita koja svoje korijene ima iz vremena Celle in Bisonzio. U sakristiji se nalaze skulpture koje datiraju iz rimskih vremena. Njen današnji izgled je barokiziran jer je 1770. teško oštećena, tako da je njen najstariji dio kameni romanički zvonik.

## Gradovi prijatelji
- Vellmar, Njemačka, (1978.)[6]

## Vanjske poveznice
- Službena stranica